# Atlantvolden
Atlantvolden er en forsvarslinje opført langs Europas vestkyst under 2. verdenskrig, fra Norge til Spanien.

Ideen om en uigennemtrængelig befæstning langs Atlanterhavet var udtænkt af Hitler selv. I samtidig tysk propaganda blev Atlantvolden hyppigt fremstillet som en ubrydelig mur af betonstillinger, spækket med artilleri og bemandet med loyale elitetropper. Sandheden var en anden, idet Atlantvolden hovedsageligt bestod af en række befæstede støttepunkter, og elitetropperne på det tidspunkt kæmpede en vigende kamp mod Stalins Røde Hær. Atlantvolden var derfor fortrinsvis besat med soldater, der enten var på rekreation efter kampskader, havde skavanker af den ene eller anden art, var for gamle eller for unge til fronttjeneste eller sågar var krigsfanger, der havde undsluppet fangenskabet ved at melde sig til den tyske hær. 

## Anlæggelsen af Atlantvolden
Arbejdet på Atlantvolden havde i større eller mindre grad stået på siden Frankrig, Belgien, Holland, Danmark og Norge blev besat i 1940, og med Führerweisung Nr. 40 i marts 1942 blev der sat et vist fokus på kystforsvaret. I august samme år formulerede Hitler sin strategi om at bygge 15.000 bunkere i Frankrig, Belgien og Holland, og i samme forbindelse også styrke kystforsvaret i Danmark, men først med Hitlers Führerweisung Nr. 51 af 3. november 1943, der satte klare mål for hær, marine og luftvåben, kom der virkelig gang i byggeriet.

### Organisation Todt
Opgaven med at bygge de mange betonbunkers blev overladt til Organisation Todt, i daglig tale OT. Navnet har ikke, som man måske kunne tro, noget med det tyske ord for død (tot) at gøre, men er opkaldt efter Fritz Todt, OT’s første leder, der var arkitekten bag Siegfried-linjen og de tyske autobahner. Efter Todt i 1942 døde ved en flyveulykke overtog Albert Speer ledelsen af OT.

OT gjorde i vid udstrækning brug af tvangsudskrevne arbejdere eller slavearbejdskraft, når der skulle bygges bunkere. I Danmark blev der dog anvendt lokale entreprenører med "frivillig" arbejdskraft (i den forstand, at det ofte var det eneste arbejde, der blev anvist de arbejdsløse). Bunkerne blev bygget efter det såkaldte Regelbau-system, der var en slags typehusreglement for bunkere. Flere steder kom fantasien dog til hjælp, når det gjaldt om at forsøge at skjule bunkerne for fjendtlige flyvere, bl.a. ved Thyborøn, hvor en del bunkere blev camoufleret som civile bygninger. 

### Rommel forstærker Atlantvolden
Feltmarskal Erwin Rommel var en af Hitlers mest kompetente hærførere og superstjerne fra ørkenkrigen, hvor han fik tilnavnet ”Ørkenræven”. I december 1943 blev han af Føreren beordret til at inspicere Atlantvolden med henblik på, hvorledes kystforsvaret kunne forbedres. Rommels inspektionstur begyndte i Danmark, hvor han tilbragte tiden fra d. 3 – 14. december, inden han fortsatte ned ad Atlanterhavskysten.
Resultatet af Rommels tur var en ret negativ rapport til Hitler, der reagerede ved at gøre feltmarskallen ansvarlig for at bringe Atlantvolden op til den standard, denne selv havde foreslået. Uden at lægge skjul på, at han anså opgaven for næsten håbløs, tog Rommel med stor energi fat på at gøre volden til den uindtagelige fæstning, propagandaen allerede havde udnævnt den til at være. Som pansergeneral ville han have foretrukket at kunne basere forsvaret på stærke, mobile styrker, men som sagerne stod, blev han af den overbevisning, at den eneste chance for at afværge en invasion var at knuse angriberne i strandkanten.
Da Nazitysklands ressourcer allerede på det tidspunkt var strakt til bristepunktet, var knapheden på cement, stål og stort set alt andet så udtalt, at Rommel tog tilflugt til mange krigstekniske innovationer i form af improviserede terrænhindringer. Han, der som ung ville have været ingeniør, designede selv en del af forhindringerne, bl.a. de berømte Rommelasparges, der i al enkelhed var kraftige pæle, boret ned i sandet under vandoverfladen og forsynet med en pansermine på toppen. Et landgangsfartøj, der rørte minen, ville blive sprængt.
I Afrika havde Rommel lært at frygte og respektere minen som våben, og det var hans mål at lægge 50.000.000 miner langs Atlanterhavskysten. Så langt nåede han dog ikke, hovedsageligt pga. forsyningssituationen, men omkring 6 millioner blev lagt på Normandiets kyst, og alene i Danmark blev der udlagt 1,5 million.

## D-dag
Den 6. juni 1944 kl. 06:30 om morgenen angreb en overvældende allieret styrke som bekendt Atlantvolden, og samme aften var denne gennembrudt flere steder, og brohoveder etableret. Som Rommel havde forudsagt, så lod de allierede sig ikke stoppe, da de først var kommet i land, og den vellykkede invasion markerede begyndelsen til enden for Naziriget. Endnu en ”uindtagelig” fæstning var faldet.

## Atlantvolden i dag
Alene i Danmark blev der opført omkring 8.000 betonkonstruktioner af forskellig slags, herunder knap 2.000 egentlige bunkere. Nogle steder har man fjernet bunkerne eller tildækket dem, men størsteparten ligger der endnu, stort set som de så ud for 70 år siden. Kulturarvstyrelsen har erklæret flere af bunkerne bevaringsværdige og en del af kulturlandskabet. Dette sender et signal til kommunerne om, at man bør tænke sig om, før man bortsprænger eller tildækker en bunker. Flere steder er man gået den anden vej og har ladet indrette museer i de gamle fæstninger, et oplagt mål for krigsturisme.
Uden for Danmark finder man rester af Atlantvolden i Holland, Belgien og i Frankrig, der også kan opvise imponerende anlæg længere inde i landet, bl.a. kæmpebunkeren La Coupole, hvorfra V2 raketter blev klargjort og sendt mod London. Også Norge kan opvise en række meget store tyske anlæg, herunder ubådsbunkere og fæstninger, der gjorde brug af hele kanontårne fra oplagte tyske slagskibe.

### Danmark
- Atlantvolden i Danmark
- Atlantvolden – Esbjerg – Danmark Arkiveret 29. juni 2010 hos  Wayback Machine
- Atlantvolden – Fanø – Danmark Arkiveret 4. marts 2016 hos  Wayback Machine
- Atlantvolden – Blåvand – Danmark Arkiveret 4. marts 2016 hos  Wayback Machine
- Atlantvolden – Hvide Sande – Danmark Arkiveret 19. september 2011 hos  Wayback Machine
- Kanoner i Stauning – Danmark Arkiveret 10. oktober 2006 hos  Wayback Machine
- Atlantvolden – Oddesund – Danmark Arkiveret 11. marts 2009 hos  Wayback Machine
- Hanstholm – Fæstningen – Danmark Arkiveret 27. maj 2011 hos  Wayback Machine
- Museumcenter – Hanstholm -Danmark Arkiveret 16. oktober 2006 hos  Wayback Machine
- Krigsturist. En dansksproget side om befæstninger Arkiveret 10. november 2020 hos  Wayback Machine

### Europa
- BunkerBlog: All about German fortifications 1933-1945 (en)
- Bunkersite.com: About bunkers built by the Germans during 1933-1945 in the whole of Europe (en)